# Johannes Kohtz
|   | a | b | c | d | e | f | g | h |   |
| 8 | b7 cavallo del bianco · e7 alfiere del nero · b5 alfiere del bianco · a4 re del bianco · d4 pedone del bianco · c3 re del nero · e3 pedone del bianco · f2 donna del bianco | b7 cavallo del bianco · e7 alfiere del nero · b5 alfiere del bianco · a4 re del bianco · d4 pedone del bianco · c3 re del nero · e3 pedone del bianco · f2 donna del bianco | b7 cavallo del bianco · e7 alfiere del nero · b5 alfiere del bianco · a4 re del bianco · d4 pedone del bianco · c3 re del nero · e3 pedone del bianco · f2 donna del bianco | b7 cavallo del bianco · e7 alfiere del nero · b5 alfiere del bianco · a4 re del bianco · d4 pedone del bianco · c3 re del nero · e3 pedone del bianco · f2 donna del bianco | b7 cavallo del bianco · e7 alfiere del nero · b5 alfiere del bianco · a4 re del bianco · d4 pedone del bianco · c3 re del nero · e3 pedone del bianco · f2 donna del bianco | b7 cavallo del bianco · e7 alfiere del nero · b5 alfiere del bianco · a4 re del bianco · d4 pedone del bianco · c3 re del nero · e3 pedone del bianco · f2 donna del bianco | b7 cavallo del bianco · e7 alfiere del nero · b5 alfiere del bianco · a4 re del bianco · d4 pedone del bianco · c3 re del nero · e3 pedone del bianco · f2 donna del bianco | b7 cavallo del bianco · e7 alfiere del nero · b5 alfiere del bianco · a4 re del bianco · d4 pedone del bianco · c3 re del nero · e3 pedone del bianco · f2 donna del bianco | 8 |
| 7 | b7 cavallo del bianco · e7 alfiere del nero · b5 alfiere del bianco · a4 re del bianco · d4 pedone del bianco · c3 re del nero · e3 pedone del bianco · f2 donna del bianco | b7 cavallo del bianco · e7 alfiere del nero · b5 alfiere del bianco · a4 re del bianco · d4 pedone del bianco · c3 re del nero · e3 pedone del bianco · f2 donna del bianco | b7 cavallo del bianco · e7 alfiere del nero · b5 alfiere del bianco · a4 re del bianco · d4 pedone del bianco · c3 re del nero · e3 pedone del bianco · f2 donna del bianco | b7 cavallo del bianco · e7 alfiere del nero · b5 alfiere del bianco · a4 re del bianco · d4 pedone del bianco · c3 re del nero · e3 pedone del bianco · f2 donna del bianco | b7 cavallo del bianco · e7 alfiere del nero · b5 alfiere del bianco · a4 re del bianco · d4 pedone del bianco · c3 re del nero · e3 pedone del bianco · f2 donna del bianco | b7 cavallo del bianco · e7 alfiere del nero · b5 alfiere del bianco · a4 re del bianco · d4 pedone del bianco · c3 re del nero · e3 pedone del bianco · f2 donna del bianco | b7 cavallo del bianco · e7 alfiere del nero · b5 alfiere del bianco · a4 re del bianco · d4 pedone del bianco · c3 re del nero · e3 pedone del bianco · f2 donna del bianco | b7 cavallo del bianco · e7 alfiere del nero · b5 alfiere del bianco · a4 re del bianco · d4 pedone del bianco · c3 re del nero · e3 pedone del bianco · f2 donna del bianco | 7 |
| 6 | b7 cavallo del bianco · e7 alfiere del nero · b5 alfiere del bianco · a4 re del bianco · d4 pedone del bianco · c3 re del nero · e3 pedone del bianco · f2 donna del bianco | b7 cavallo del bianco · e7 alfiere del nero · b5 alfiere del bianco · a4 re del bianco · d4 pedone del bianco · c3 re del nero · e3 pedone del bianco · f2 donna del bianco | b7 cavallo del bianco · e7 alfiere del nero · b5 alfiere del bianco · a4 re del bianco · d4 pedone del bianco · c3 re del nero · e3 pedone del bianco · f2 donna del bianco | b7 cavallo del bianco · e7 alfiere del nero · b5 alfiere del bianco · a4 re del bianco · d4 pedone del bianco · c3 re del nero · e3 pedone del bianco · f2 donna del bianco | b7 cavallo del bianco · e7 alfiere del nero · b5 alfiere del bianco · a4 re del bianco · d4 pedone del bianco · c3 re del nero · e3 pedone del bianco · f2 donna del bianco | b7 cavallo del bianco · e7 alfiere del nero · b5 alfiere del bianco · a4 re del bianco · d4 pedone del bianco · c3 re del nero · e3 pedone del bianco · f2 donna del bianco | b7 cavallo del bianco · e7 alfiere del nero · b5 alfiere del bianco · a4 re del bianco · d4 pedone del bianco · c3 re del nero · e3 pedone del bianco · f2 donna del bianco | b7 cavallo del bianco · e7 alfiere del nero · b5 alfiere del bianco · a4 re del bianco · d4 pedone del bianco · c3 re del nero · e3 pedone del bianco · f2 donna del bianco | 6 |
| 5 | b7 cavallo del bianco · e7 alfiere del nero · b5 alfiere del bianco · a4 re del bianco · d4 pedone del bianco · c3 re del nero · e3 pedone del bianco · f2 donna del bianco | b7 cavallo del bianco · e7 alfiere del nero · b5 alfiere del bianco · a4 re del bianco · d4 pedone del bianco · c3 re del nero · e3 pedone del bianco · f2 donna del bianco | b7 cavallo del bianco · e7 alfiere del nero · b5 alfiere del bianco · a4 re del bianco · d4 pedone del bianco · c3 re del nero · e3 pedone del bianco · f2 donna del bianco | b7 cavallo del bianco · e7 alfiere del nero · b5 alfiere del bianco · a4 re del bianco · d4 pedone del bianco · c3 re del nero · e3 pedone del bianco · f2 donna del bianco | b7 cavallo del bianco · e7 alfiere del nero · b5 alfiere del bianco · a4 re del bianco · d4 pedone del bianco · c3 re del nero · e3 pedone del bianco · f2 donna del bianco | b7 cavallo del bianco · e7 alfiere del nero · b5 alfiere del bianco · a4 re del bianco · d4 pedone del bianco · c3 re del nero · e3 pedone del bianco · f2 donna del bianco | b7 cavallo del bianco · e7 alfiere del nero · b5 alfiere del bianco · a4 re del bianco · d4 pedone del bianco · c3 re del nero · e3 pedone del bianco · f2 donna del bianco | b7 cavallo del bianco · e7 alfiere del nero · b5 alfiere del bianco · a4 re del bianco · d4 pedone del bianco · c3 re del nero · e3 pedone del bianco · f2 donna del bianco | 5 |
| 4 | b7 cavallo del bianco · e7 alfiere del nero · b5 alfiere del bianco · a4 re del bianco · d4 pedone del bianco · c3 re del nero · e3 pedone del bianco · f2 donna del bianco | b7 cavallo del bianco · e7 alfiere del nero · b5 alfiere del bianco · a4 re del bianco · d4 pedone del bianco · c3 re del nero · e3 pedone del bianco · f2 donna del bianco | b7 cavallo del bianco · e7 alfiere del nero · b5 alfiere del bianco · a4 re del bianco · d4 pedone del bianco · c3 re del nero · e3 pedone del bianco · f2 donna del bianco | b7 cavallo del bianco · e7 alfiere del nero · b5 alfiere del bianco · a4 re del bianco · d4 pedone del bianco · c3 re del nero · e3 pedone del bianco · f2 donna del bianco | b7 cavallo del bianco · e7 alfiere del nero · b5 alfiere del bianco · a4 re del bianco · d4 pedone del bianco · c3 re del nero · e3 pedone del bianco · f2 donna del bianco | b7 cavallo del bianco · e7 alfiere del nero · b5 alfiere del bianco · a4 re del bianco · d4 pedone del bianco · c3 re del nero · e3 pedone del bianco · f2 donna del bianco | b7 cavallo del bianco · e7 alfiere del nero · b5 alfiere del bianco · a4 re del bianco · d4 pedone del bianco · c3 re del nero · e3 pedone del bianco · f2 donna del bianco | b7 cavallo del bianco · e7 alfiere del nero · b5 alfiere del bianco · a4 re del bianco · d4 pedone del bianco · c3 re del nero · e3 pedone del bianco · f2 donna del bianco | 4 |
| 3 | b7 cavallo del bianco · e7 alfiere del nero · b5 alfiere del bianco · a4 re del bianco · d4 pedone del bianco · c3 re del nero · e3 pedone del bianco · f2 donna del bianco | b7 cavallo del bianco · e7 alfiere del nero · b5 alfiere del bianco · a4 re del bianco · d4 pedone del bianco · c3 re del nero · e3 pedone del bianco · f2 donna del bianco | b7 cavallo del bianco · e7 alfiere del nero · b5 alfiere del bianco · a4 re del bianco · d4 pedone del bianco · c3 re del nero · e3 pedone del bianco · f2 donna del bianco | b7 cavallo del bianco · e7 alfiere del nero · b5 alfiere del bianco · a4 re del bianco · d4 pedone del bianco · c3 re del nero · e3 pedone del bianco · f2 donna del bianco | b7 cavallo del bianco · e7 alfiere del nero · b5 alfiere del bianco · a4 re del bianco · d4 pedone del bianco · c3 re del nero · e3 pedone del bianco · f2 donna del bianco | b7 cavallo del bianco · e7 alfiere del nero · b5 alfiere del bianco · a4 re del bianco · d4 pedone del bianco · c3 re del nero · e3 pedone del bianco · f2 donna del bianco | b7 cavallo del bianco · e7 alfiere del nero · b5 alfiere del bianco · a4 re del bianco · d4 pedone del bianco · c3 re del nero · e3 pedone del bianco · f2 donna del bianco | b7 cavallo del bianco · e7 alfiere del nero · b5 alfiere del bianco · a4 re del bianco · d4 pedone del bianco · c3 re del nero · e3 pedone del bianco · f2 donna del bianco | 3 |
| 2 | b7 cavallo del bianco · e7 alfiere del nero · b5 alfiere del bianco · a4 re del bianco · d4 pedone del bianco · c3 re del nero · e3 pedone del bianco · f2 donna del bianco | b7 cavallo del bianco · e7 alfiere del nero · b5 alfiere del bianco · a4 re del bianco · d4 pedone del bianco · c3 re del nero · e3 pedone del bianco · f2 donna del bianco | b7 cavallo del bianco · e7 alfiere del nero · b5 alfiere del bianco · a4 re del bianco · d4 pedone del bianco · c3 re del nero · e3 pedone del bianco · f2 donna del bianco | b7 cavallo del bianco · e7 alfiere del nero · b5 alfiere del bianco · a4 re del bianco · d4 pedone del bianco · c3 re del nero · e3 pedone del bianco · f2 donna del bianco | b7 cavallo del bianco · e7 alfiere del nero · b5 alfiere del bianco · a4 re del bianco · d4 pedone del bianco · c3 re del nero · e3 pedone del bianco · f2 donna del bianco | b7 cavallo del bianco · e7 alfiere del nero · b5 alfiere del bianco · a4 re del bianco · d4 pedone del bianco · c3 re del nero · e3 pedone del bianco · f2 donna del bianco | b7 cavallo del bianco · e7 alfiere del nero · b5 alfiere del bianco · a4 re del bianco · d4 pedone del bianco · c3 re del nero · e3 pedone del bianco · f2 donna del bianco | b7 cavallo del bianco · e7 alfiere del nero · b5 alfiere del bianco · a4 re del bianco · d4 pedone del bianco · c3 re del nero · e3 pedone del bianco · f2 donna del bianco | 2 |
| 1 | b7 cavallo del bianco · e7 alfiere del nero · b5 alfiere del bianco · a4 re del bianco · d4 pedone del bianco · c3 re del nero · e3 pedone del bianco · f2 donna del bianco | b7 cavallo del bianco · e7 alfiere del nero · b5 alfiere del bianco · a4 re del bianco · d4 pedone del bianco · c3 re del nero · e3 pedone del bianco · f2 donna del bianco | b7 cavallo del bianco · e7 alfiere del nero · b5 alfiere del bianco · a4 re del bianco · d4 pedone del bianco · c3 re del nero · e3 pedone del bianco · f2 donna del bianco | b7 cavallo del bianco · e7 alfiere del nero · b5 alfiere del bianco · a4 re del bianco · d4 pedone del bianco · c3 re del nero · e3 pedone del bianco · f2 donna del bianco | b7 cavallo del bianco · e7 alfiere del nero · b5 alfiere del bianco · a4 re del bianco · d4 pedone del bianco · c3 re del nero · e3 pedone del bianco · f2 donna del bianco | b7 cavallo del bianco · e7 alfiere del nero · b5 alfiere del bianco · a4 re del bianco · d4 pedone del bianco · c3 re del nero · e3 pedone del bianco · f2 donna del bianco | b7 cavallo del bianco · e7 alfiere del nero · b5 alfiere del bianco · a4 re del bianco · d4 pedone del bianco · c3 re del nero · e3 pedone del bianco · f2 donna del bianco | b7 cavallo del bianco · e7 alfiere del nero · b5 alfiere del bianco · a4 re del bianco · d4 pedone del bianco · c3 re del nero · e3 pedone del bianco · f2 donna del bianco | 1 |
|   | a | b | c | d | e | f | g | h |   |

Johannes Kohtz (Elbląg, 18 luglio 1843 – Dresda, 5 ottobre 1918) è stato un compositore di scacchi tedesco.

## Biografia scacchistica
A pochi anni d'età si trasferì con la famiglia a Colonia, dove incontrò Carl Kockelkorn, suo coetaneo, e ne divenne amico. Cominciarono fin da ragazzi ad interessarsi ai problemi di scacchi e quando avevano 17 anni pubblicarono i loro primi problemi sulla rivista Sonntagsblätter für Schachfreunde. Furono influenzati soprattutto dai problemi di Philipp Klett. Dopo un breve periodo decisero di pubblicare insieme tutti i loro problemi e libri, firmandoli Kohtz & Kockelkorn.
Nel 1903 pubblicarono il libro Das Indische Problem (Il problema indiano), che fu considerato una forte protesta contro i canoni della scuola classica, che individuava nella bellezza delle posizioni di matto il valore di un problema. Ne nacque una lunga discussione con Johann Berger, fondatore della Altdeutsche Schule (vecchia scuola tedesca di composizione). Kohtz scriveva i suoi articoli sulla rivista Deutsches Wochenschach, mentre Berger sosteneva le sue tesi sulla Deutsche Schachzeitung. La contesa teorica andò avanti per anni, ma dopo la pausa della prima guerra mondiale la maggior parte dei compositori aderì alle idee di Kohtz e Kockelkorn, che sono considerati i fondatori della Neudeutsche Schule, meglio nota come « Scuola logica di composizione ».
Johannes Kohtz fu anche un forte giocatore (a 24 anni ottenne il titolo di Maestro) e uno storico degli scacchi. Scrisse il libro Von Ur-Schach (Potsdam, 1910), sugli scacchi nell'antica Mesopotamia e studiò l'evoluzione degli scacchi nel Medio evo. In collaborazione con Otto Gustav Koch scrisse l'introduzione storica alla ottava edizione del Handbuch des Schachspiels, di Bilguer e von der Lasa.
Di professione era un ingegnere, dirigente di un'azienda produttrice di materiale ferroviario.
Kohtz e Kockelkorn scrissero insieme altri due libri:
- 101 Ausgewälte Schachaufgaben (101 problemi scelti), Braunschweig, 1875
- Zur Kenntniss des Schachproblems (una raccolta di problemi di Adolf Bayersdorfer), Potsdam, 1902

Si deve a loro l'idea del "tema Romano", che chiamarono così in onore del giocatore romano Augusto Guglielmetti, fondatore della Unione Scacchistica Italiana nel 1898. In questo tema il piano principale del bianco è preceduto da una minaccia preparatoria che costringe il pezzo nero tematico a portarsi su un'altra linea, dalla quale può ancora (con un percorso parallelo) difendersi dal piano principale, ma così facendo rende possibile un altro scacco matto. Il problema in alto a destra è il "prototipo" del tema Romano.

## Problemi scacchistici
Il problema sotto a sinistra è del tipo "letterale": i pezzi sono disposti in modo da formare la lettera S di "scacchi". Il problema a destra sfrutta in modo elegante il tatticismo dello "scacco doppio". Un altro loro famoso problema, intitolato Eine Schwalbe (una rondine) è riportato alla voce Die Schwalbe.
|   | a | b | c | d | e | f | g | h |   |
| 8 | d7 re del bianco · e7 alfiere del bianco · c6 pedone del nero · f6 alfiere del nero · d5 re del nero · e4 torre del bianco · c3 donna del nero · f3 alfiere del nero · d2 cavallo del bianco · e2 donna del bianco | d7 re del bianco · e7 alfiere del bianco · c6 pedone del nero · f6 alfiere del nero · d5 re del nero · e4 torre del bianco · c3 donna del nero · f3 alfiere del nero · d2 cavallo del bianco · e2 donna del bianco | d7 re del bianco · e7 alfiere del bianco · c6 pedone del nero · f6 alfiere del nero · d5 re del nero · e4 torre del bianco · c3 donna del nero · f3 alfiere del nero · d2 cavallo del bianco · e2 donna del bianco | d7 re del bianco · e7 alfiere del bianco · c6 pedone del nero · f6 alfiere del nero · d5 re del nero · e4 torre del bianco · c3 donna del nero · f3 alfiere del nero · d2 cavallo del bianco · e2 donna del bianco | d7 re del bianco · e7 alfiere del bianco · c6 pedone del nero · f6 alfiere del nero · d5 re del nero · e4 torre del bianco · c3 donna del nero · f3 alfiere del nero · d2 cavallo del bianco · e2 donna del bianco | d7 re del bianco · e7 alfiere del bianco · c6 pedone del nero · f6 alfiere del nero · d5 re del nero · e4 torre del bianco · c3 donna del nero · f3 alfiere del nero · d2 cavallo del bianco · e2 donna del bianco | d7 re del bianco · e7 alfiere del bianco · c6 pedone del nero · f6 alfiere del nero · d5 re del nero · e4 torre del bianco · c3 donna del nero · f3 alfiere del nero · d2 cavallo del bianco · e2 donna del bianco | d7 re del bianco · e7 alfiere del bianco · c6 pedone del nero · f6 alfiere del nero · d5 re del nero · e4 torre del bianco · c3 donna del nero · f3 alfiere del nero · d2 cavallo del bianco · e2 donna del bianco | 8 |
| 7 | d7 re del bianco · e7 alfiere del bianco · c6 pedone del nero · f6 alfiere del nero · d5 re del nero · e4 torre del bianco · c3 donna del nero · f3 alfiere del nero · d2 cavallo del bianco · e2 donna del bianco | d7 re del bianco · e7 alfiere del bianco · c6 pedone del nero · f6 alfiere del nero · d5 re del nero · e4 torre del bianco · c3 donna del nero · f3 alfiere del nero · d2 cavallo del bianco · e2 donna del bianco | d7 re del bianco · e7 alfiere del bianco · c6 pedone del nero · f6 alfiere del nero · d5 re del nero · e4 torre del bianco · c3 donna del nero · f3 alfiere del nero · d2 cavallo del bianco · e2 donna del bianco | d7 re del bianco · e7 alfiere del bianco · c6 pedone del nero · f6 alfiere del nero · d5 re del nero · e4 torre del bianco · c3 donna del nero · f3 alfiere del nero · d2 cavallo del bianco · e2 donna del bianco | d7 re del bianco · e7 alfiere del bianco · c6 pedone del nero · f6 alfiere del nero · d5 re del nero · e4 torre del bianco · c3 donna del nero · f3 alfiere del nero · d2 cavallo del bianco · e2 donna del bianco | d7 re del bianco · e7 alfiere del bianco · c6 pedone del nero · f6 alfiere del nero · d5 re del nero · e4 torre del bianco · c3 donna del nero · f3 alfiere del nero · d2 cavallo del bianco · e2 donna del bianco | d7 re del bianco · e7 alfiere del bianco · c6 pedone del nero · f6 alfiere del nero · d5 re del nero · e4 torre del bianco · c3 donna del nero · f3 alfiere del nero · d2 cavallo del bianco · e2 donna del bianco | d7 re del bianco · e7 alfiere del bianco · c6 pedone del nero · f6 alfiere del nero · d5 re del nero · e4 torre del bianco · c3 donna del nero · f3 alfiere del nero · d2 cavallo del bianco · e2 donna del bianco | 7 |
| 6 | d7 re del bianco · e7 alfiere del bianco · c6 pedone del nero · f6 alfiere del nero · d5 re del nero · e4 torre del bianco · c3 donna del nero · f3 alfiere del nero · d2 cavallo del bianco · e2 donna del bianco | d7 re del bianco · e7 alfiere del bianco · c6 pedone del nero · f6 alfiere del nero · d5 re del nero · e4 torre del bianco · c3 donna del nero · f3 alfiere del nero · d2 cavallo del bianco · e2 donna del bianco | d7 re del bianco · e7 alfiere del bianco · c6 pedone del nero · f6 alfiere del nero · d5 re del nero · e4 torre del bianco · c3 donna del nero · f3 alfiere del nero · d2 cavallo del bianco · e2 donna del bianco | d7 re del bianco · e7 alfiere del bianco · c6 pedone del nero · f6 alfiere del nero · d5 re del nero · e4 torre del bianco · c3 donna del nero · f3 alfiere del nero · d2 cavallo del bianco · e2 donna del bianco | d7 re del bianco · e7 alfiere del bianco · c6 pedone del nero · f6 alfiere del nero · d5 re del nero · e4 torre del bianco · c3 donna del nero · f3 alfiere del nero · d2 cavallo del bianco · e2 donna del bianco | d7 re del bianco · e7 alfiere del bianco · c6 pedone del nero · f6 alfiere del nero · d5 re del nero · e4 torre del bianco · c3 donna del nero · f3 alfiere del nero · d2 cavallo del bianco · e2 donna del bianco | d7 re del bianco · e7 alfiere del bianco · c6 pedone del nero · f6 alfiere del nero · d5 re del nero · e4 torre del bianco · c3 donna del nero · f3 alfiere del nero · d2 cavallo del bianco · e2 donna del bianco | d7 re del bianco · e7 alfiere del bianco · c6 pedone del nero · f6 alfiere del nero · d5 re del nero · e4 torre del bianco · c3 donna del nero · f3 alfiere del nero · d2 cavallo del bianco · e2 donna del bianco | 6 |
| 5 | d7 re del bianco · e7 alfiere del bianco · c6 pedone del nero · f6 alfiere del nero · d5 re del nero · e4 torre del bianco · c3 donna del nero · f3 alfiere del nero · d2 cavallo del bianco · e2 donna del bianco | d7 re del bianco · e7 alfiere del bianco · c6 pedone del nero · f6 alfiere del nero · d5 re del nero · e4 torre del bianco · c3 donna del nero · f3 alfiere del nero · d2 cavallo del bianco · e2 donna del bianco | d7 re del bianco · e7 alfiere del bianco · c6 pedone del nero · f6 alfiere del nero · d5 re del nero · e4 torre del bianco · c3 donna del nero · f3 alfiere del nero · d2 cavallo del bianco · e2 donna del bianco | d7 re del bianco · e7 alfiere del bianco · c6 pedone del nero · f6 alfiere del nero · d5 re del nero · e4 torre del bianco · c3 donna del nero · f3 alfiere del nero · d2 cavallo del bianco · e2 donna del bianco | d7 re del bianco · e7 alfiere del bianco · c6 pedone del nero · f6 alfiere del nero · d5 re del nero · e4 torre del bianco · c3 donna del nero · f3 alfiere del nero · d2 cavallo del bianco · e2 donna del bianco | d7 re del bianco · e7 alfiere del bianco · c6 pedone del nero · f6 alfiere del nero · d5 re del nero · e4 torre del bianco · c3 donna del nero · f3 alfiere del nero · d2 cavallo del bianco · e2 donna del bianco | d7 re del bianco · e7 alfiere del bianco · c6 pedone del nero · f6 alfiere del nero · d5 re del nero · e4 torre del bianco · c3 donna del nero · f3 alfiere del nero · d2 cavallo del bianco · e2 donna del bianco | d7 re del bianco · e7 alfiere del bianco · c6 pedone del nero · f6 alfiere del nero · d5 re del nero · e4 torre del bianco · c3 donna del nero · f3 alfiere del nero · d2 cavallo del bianco · e2 donna del bianco | 5 |
| 4 | d7 re del bianco · e7 alfiere del bianco · c6 pedone del nero · f6 alfiere del nero · d5 re del nero · e4 torre del bianco · c3 donna del nero · f3 alfiere del nero · d2 cavallo del bianco · e2 donna del bianco | d7 re del bianco · e7 alfiere del bianco · c6 pedone del nero · f6 alfiere del nero · d5 re del nero · e4 torre del bianco · c3 donna del nero · f3 alfiere del nero · d2 cavallo del bianco · e2 donna del bianco | d7 re del bianco · e7 alfiere del bianco · c6 pedone del nero · f6 alfiere del nero · d5 re del nero · e4 torre del bianco · c3 donna del nero · f3 alfiere del nero · d2 cavallo del bianco · e2 donna del bianco | d7 re del bianco · e7 alfiere del bianco · c6 pedone del nero · f6 alfiere del nero · d5 re del nero · e4 torre del bianco · c3 donna del nero · f3 alfiere del nero · d2 cavallo del bianco · e2 donna del bianco | d7 re del bianco · e7 alfiere del bianco · c6 pedone del nero · f6 alfiere del nero · d5 re del nero · e4 torre del bianco · c3 donna del nero · f3 alfiere del nero · d2 cavallo del bianco · e2 donna del bianco | d7 re del bianco · e7 alfiere del bianco · c6 pedone del nero · f6 alfiere del nero · d5 re del nero · e4 torre del bianco · c3 donna del nero · f3 alfiere del nero · d2 cavallo del bianco · e2 donna del bianco | d7 re del bianco · e7 alfiere del bianco · c6 pedone del nero · f6 alfiere del nero · d5 re del nero · e4 torre del bianco · c3 donna del nero · f3 alfiere del nero · d2 cavallo del bianco · e2 donna del bianco | d7 re del bianco · e7 alfiere del bianco · c6 pedone del nero · f6 alfiere del nero · d5 re del nero · e4 torre del bianco · c3 donna del nero · f3 alfiere del nero · d2 cavallo del bianco · e2 donna del bianco | 4 |
| 3 | d7 re del bianco · e7 alfiere del bianco · c6 pedone del nero · f6 alfiere del nero · d5 re del nero · e4 torre del bianco · c3 donna del nero · f3 alfiere del nero · d2 cavallo del bianco · e2 donna del bianco | d7 re del bianco · e7 alfiere del bianco · c6 pedone del nero · f6 alfiere del nero · d5 re del nero · e4 torre del bianco · c3 donna del nero · f3 alfiere del nero · d2 cavallo del bianco · e2 donna del bianco | d7 re del bianco · e7 alfiere del bianco · c6 pedone del nero · f6 alfiere del nero · d5 re del nero · e4 torre del bianco · c3 donna del nero · f3 alfiere del nero · d2 cavallo del bianco · e2 donna del bianco | d7 re del bianco · e7 alfiere del bianco · c6 pedone del nero · f6 alfiere del nero · d5 re del nero · e4 torre del bianco · c3 donna del nero · f3 alfiere del nero · d2 cavallo del bianco · e2 donna del bianco | d7 re del bianco · e7 alfiere del bianco · c6 pedone del nero · f6 alfiere del nero · d5 re del nero · e4 torre del bianco · c3 donna del nero · f3 alfiere del nero · d2 cavallo del bianco · e2 donna del bianco | d7 re del bianco · e7 alfiere del bianco · c6 pedone del nero · f6 alfiere del nero · d5 re del nero · e4 torre del bianco · c3 donna del nero · f3 alfiere del nero · d2 cavallo del bianco · e2 donna del bianco | d7 re del bianco · e7 alfiere del bianco · c6 pedone del nero · f6 alfiere del nero · d5 re del nero · e4 torre del bianco · c3 donna del nero · f3 alfiere del nero · d2 cavallo del bianco · e2 donna del bianco | d7 re del bianco · e7 alfiere del bianco · c6 pedone del nero · f6 alfiere del nero · d5 re del nero · e4 torre del bianco · c3 donna del nero · f3 alfiere del nero · d2 cavallo del bianco · e2 donna del bianco | 3 |
| 2 | d7 re del bianco · e7 alfiere del bianco · c6 pedone del nero · f6 alfiere del nero · d5 re del nero · e4 torre del bianco · c3 donna del nero · f3 alfiere del nero · d2 cavallo del bianco · e2 donna del bianco | d7 re del bianco · e7 alfiere del bianco · c6 pedone del nero · f6 alfiere del nero · d5 re del nero · e4 torre del bianco · c3 donna del nero · f3 alfiere del nero · d2 cavallo del bianco · e2 donna del bianco | d7 re del bianco · e7 alfiere del bianco · c6 pedone del nero · f6 alfiere del nero · d5 re del nero · e4 torre del bianco · c3 donna del nero · f3 alfiere del nero · d2 cavallo del bianco · e2 donna del bianco | d7 re del bianco · e7 alfiere del bianco · c6 pedone del nero · f6 alfiere del nero · d5 re del nero · e4 torre del bianco · c3 donna del nero · f3 alfiere del nero · d2 cavallo del bianco · e2 donna del bianco | d7 re del bianco · e7 alfiere del bianco · c6 pedone del nero · f6 alfiere del nero · d5 re del nero · e4 torre del bianco · c3 donna del nero · f3 alfiere del nero · d2 cavallo del bianco · e2 donna del bianco | d7 re del bianco · e7 alfiere del bianco · c6 pedone del nero · f6 alfiere del nero · d5 re del nero · e4 torre del bianco · c3 donna del nero · f3 alfiere del nero · d2 cavallo del bianco · e2 donna del bianco | d7 re del bianco · e7 alfiere del bianco · c6 pedone del nero · f6 alfiere del nero · d5 re del nero · e4 torre del bianco · c3 donna del nero · f3 alfiere del nero · d2 cavallo del bianco · e2 donna del bianco | d7 re del bianco · e7 alfiere del bianco · c6 pedone del nero · f6 alfiere del nero · d5 re del nero · e4 torre del bianco · c3 donna del nero · f3 alfiere del nero · d2 cavallo del bianco · e2 donna del bianco | 2 |
| 1 | d7 re del bianco · e7 alfiere del bianco · c6 pedone del nero · f6 alfiere del nero · d5 re del nero · e4 torre del bianco · c3 donna del nero · f3 alfiere del nero · d2 cavallo del bianco · e2 donna del bianco | d7 re del bianco · e7 alfiere del bianco · c6 pedone del nero · f6 alfiere del nero · d5 re del nero · e4 torre del bianco · c3 donna del nero · f3 alfiere del nero · d2 cavallo del bianco · e2 donna del bianco | d7 re del bianco · e7 alfiere del bianco · c6 pedone del nero · f6 alfiere del nero · d5 re del nero · e4 torre del bianco · c3 donna del nero · f3 alfiere del nero · d2 cavallo del bianco · e2 donna del bianco | d7 re del bianco · e7 alfiere del bianco · c6 pedone del nero · f6 alfiere del nero · d5 re del nero · e4 torre del bianco · c3 donna del nero · f3 alfiere del nero · d2 cavallo del bianco · e2 donna del bianco | d7 re del bianco · e7 alfiere del bianco · c6 pedone del nero · f6 alfiere del nero · d5 re del nero · e4 torre del bianco · c3 donna del nero · f3 alfiere del nero · d2 cavallo del bianco · e2 donna del bianco | d7 re del bianco · e7 alfiere del bianco · c6 pedone del nero · f6 alfiere del nero · d5 re del nero · e4 torre del bianco · c3 donna del nero · f3 alfiere del nero · d2 cavallo del bianco · e2 donna del bianco | d7 re del bianco · e7 alfiere del bianco · c6 pedone del nero · f6 alfiere del nero · d5 re del nero · e4 torre del bianco · c3 donna del nero · f3 alfiere del nero · d2 cavallo del bianco · e2 donna del bianco | d7 re del bianco · e7 alfiere del bianco · c6 pedone del nero · f6 alfiere del nero · d5 re del nero · e4 torre del bianco · c3 donna del nero · f3 alfiere del nero · d2 cavallo del bianco · e2 donna del bianco | 1 |
|   | a | b | c | d | e | f | g | h |   |

Soluzione:
1. Cxf3!  (min. 2. Td4+  Dxd4/Axd4 3. De6#)

1. ...Ae5  2. Dc4+ Dxc4  3. Txe5# 

|   | a | b | c | d | e | f | g | h |   |
| 8 | g7 torre del bianco · h7 pedone del nero · c6 donna del nero · f6 re del nero · h6 pedone del bianco · e5 cavallo del nero · h5 pedone del bianco · b4 pedone del nero · d4 alfiere del bianco · f4 cavallo del bianco · f3 cavallo del nero · h3 alfiere del bianco · f2 cavallo del bianco · g2 donna del bianco · e1 alfiere del nero · h1 re del bianco | g7 torre del bianco · h7 pedone del nero · c6 donna del nero · f6 re del nero · h6 pedone del bianco · e5 cavallo del nero · h5 pedone del bianco · b4 pedone del nero · d4 alfiere del bianco · f4 cavallo del bianco · f3 cavallo del nero · h3 alfiere del bianco · f2 cavallo del bianco · g2 donna del bianco · e1 alfiere del nero · h1 re del bianco | g7 torre del bianco · h7 pedone del nero · c6 donna del nero · f6 re del nero · h6 pedone del bianco · e5 cavallo del nero · h5 pedone del bianco · b4 pedone del nero · d4 alfiere del bianco · f4 cavallo del bianco · f3 cavallo del nero · h3 alfiere del bianco · f2 cavallo del bianco · g2 donna del bianco · e1 alfiere del nero · h1 re del bianco | g7 torre del bianco · h7 pedone del nero · c6 donna del nero · f6 re del nero · h6 pedone del bianco · e5 cavallo del nero · h5 pedone del bianco · b4 pedone del nero · d4 alfiere del bianco · f4 cavallo del bianco · f3 cavallo del nero · h3 alfiere del bianco · f2 cavallo del bianco · g2 donna del bianco · e1 alfiere del nero · h1 re del bianco | g7 torre del bianco · h7 pedone del nero · c6 donna del nero · f6 re del nero · h6 pedone del bianco · e5 cavallo del nero · h5 pedone del bianco · b4 pedone del nero · d4 alfiere del bianco · f4 cavallo del bianco · f3 cavallo del nero · h3 alfiere del bianco · f2 cavallo del bianco · g2 donna del bianco · e1 alfiere del nero · h1 re del bianco | g7 torre del bianco · h7 pedone del nero · c6 donna del nero · f6 re del nero · h6 pedone del bianco · e5 cavallo del nero · h5 pedone del bianco · b4 pedone del nero · d4 alfiere del bianco · f4 cavallo del bianco · f3 cavallo del nero · h3 alfiere del bianco · f2 cavallo del bianco · g2 donna del bianco · e1 alfiere del nero · h1 re del bianco | g7 torre del bianco · h7 pedone del nero · c6 donna del nero · f6 re del nero · h6 pedone del bianco · e5 cavallo del nero · h5 pedone del bianco · b4 pedone del nero · d4 alfiere del bianco · f4 cavallo del bianco · f3 cavallo del nero · h3 alfiere del bianco · f2 cavallo del bianco · g2 donna del bianco · e1 alfiere del nero · h1 re del bianco | g7 torre del bianco · h7 pedone del nero · c6 donna del nero · f6 re del nero · h6 pedone del bianco · e5 cavallo del nero · h5 pedone del bianco · b4 pedone del nero · d4 alfiere del bianco · f4 cavallo del bianco · f3 cavallo del nero · h3 alfiere del bianco · f2 cavallo del bianco · g2 donna del bianco · e1 alfiere del nero · h1 re del bianco | 8 |
| 7 | g7 torre del bianco · h7 pedone del nero · c6 donna del nero · f6 re del nero · h6 pedone del bianco · e5 cavallo del nero · h5 pedone del bianco · b4 pedone del nero · d4 alfiere del bianco · f4 cavallo del bianco · f3 cavallo del nero · h3 alfiere del bianco · f2 cavallo del bianco · g2 donna del bianco · e1 alfiere del nero · h1 re del bianco | g7 torre del bianco · h7 pedone del nero · c6 donna del nero · f6 re del nero · h6 pedone del bianco · e5 cavallo del nero · h5 pedone del bianco · b4 pedone del nero · d4 alfiere del bianco · f4 cavallo del bianco · f3 cavallo del nero · h3 alfiere del bianco · f2 cavallo del bianco · g2 donna del bianco · e1 alfiere del nero · h1 re del bianco | g7 torre del bianco · h7 pedone del nero · c6 donna del nero · f6 re del nero · h6 pedone del bianco · e5 cavallo del nero · h5 pedone del bianco · b4 pedone del nero · d4 alfiere del bianco · f4 cavallo del bianco · f3 cavallo del nero · h3 alfiere del bianco · f2 cavallo del bianco · g2 donna del bianco · e1 alfiere del nero · h1 re del bianco | g7 torre del bianco · h7 pedone del nero · c6 donna del nero · f6 re del nero · h6 pedone del bianco · e5 cavallo del nero · h5 pedone del bianco · b4 pedone del nero · d4 alfiere del bianco · f4 cavallo del bianco · f3 cavallo del nero · h3 alfiere del bianco · f2 cavallo del bianco · g2 donna del bianco · e1 alfiere del nero · h1 re del bianco | g7 torre del bianco · h7 pedone del nero · c6 donna del nero · f6 re del nero · h6 pedone del bianco · e5 cavallo del nero · h5 pedone del bianco · b4 pedone del nero · d4 alfiere del bianco · f4 cavallo del bianco · f3 cavallo del nero · h3 alfiere del bianco · f2 cavallo del bianco · g2 donna del bianco · e1 alfiere del nero · h1 re del bianco | g7 torre del bianco · h7 pedone del nero · c6 donna del nero · f6 re del nero · h6 pedone del bianco · e5 cavallo del nero · h5 pedone del bianco · b4 pedone del nero · d4 alfiere del bianco · f4 cavallo del bianco · f3 cavallo del nero · h3 alfiere del bianco · f2 cavallo del bianco · g2 donna del bianco · e1 alfiere del nero · h1 re del bianco | g7 torre del bianco · h7 pedone del nero · c6 donna del nero · f6 re del nero · h6 pedone del bianco · e5 cavallo del nero · h5 pedone del bianco · b4 pedone del nero · d4 alfiere del bianco · f4 cavallo del bianco · f3 cavallo del nero · h3 alfiere del bianco · f2 cavallo del bianco · g2 donna del bianco · e1 alfiere del nero · h1 re del bianco | g7 torre del bianco · h7 pedone del nero · c6 donna del nero · f6 re del nero · h6 pedone del bianco · e5 cavallo del nero · h5 pedone del bianco · b4 pedone del nero · d4 alfiere del bianco · f4 cavallo del bianco · f3 cavallo del nero · h3 alfiere del bianco · f2 cavallo del bianco · g2 donna del bianco · e1 alfiere del nero · h1 re del bianco | 7 |
| 6 | g7 torre del bianco · h7 pedone del nero · c6 donna del nero · f6 re del nero · h6 pedone del bianco · e5 cavallo del nero · h5 pedone del bianco · b4 pedone del nero · d4 alfiere del bianco · f4 cavallo del bianco · f3 cavallo del nero · h3 alfiere del bianco · f2 cavallo del bianco · g2 donna del bianco · e1 alfiere del nero · h1 re del bianco | g7 torre del bianco · h7 pedone del nero · c6 donna del nero · f6 re del nero · h6 pedone del bianco · e5 cavallo del nero · h5 pedone del bianco · b4 pedone del nero · d4 alfiere del bianco · f4 cavallo del bianco · f3 cavallo del nero · h3 alfiere del bianco · f2 cavallo del bianco · g2 donna del bianco · e1 alfiere del nero · h1 re del bianco | g7 torre del bianco · h7 pedone del nero · c6 donna del nero · f6 re del nero · h6 pedone del bianco · e5 cavallo del nero · h5 pedone del bianco · b4 pedone del nero · d4 alfiere del bianco · f4 cavallo del bianco · f3 cavallo del nero · h3 alfiere del bianco · f2 cavallo del bianco · g2 donna del bianco · e1 alfiere del nero · h1 re del bianco | g7 torre del bianco · h7 pedone del nero · c6 donna del nero · f6 re del nero · h6 pedone del bianco · e5 cavallo del nero · h5 pedone del bianco · b4 pedone del nero · d4 alfiere del bianco · f4 cavallo del bianco · f3 cavallo del nero · h3 alfiere del bianco · f2 cavallo del bianco · g2 donna del bianco · e1 alfiere del nero · h1 re del bianco | g7 torre del bianco · h7 pedone del nero · c6 donna del nero · f6 re del nero · h6 pedone del bianco · e5 cavallo del nero · h5 pedone del bianco · b4 pedone del nero · d4 alfiere del bianco · f4 cavallo del bianco · f3 cavallo del nero · h3 alfiere del bianco · f2 cavallo del bianco · g2 donna del bianco · e1 alfiere del nero · h1 re del bianco | g7 torre del bianco · h7 pedone del nero · c6 donna del nero · f6 re del nero · h6 pedone del bianco · e5 cavallo del nero · h5 pedone del bianco · b4 pedone del nero · d4 alfiere del bianco · f4 cavallo del bianco · f3 cavallo del nero · h3 alfiere del bianco · f2 cavallo del bianco · g2 donna del bianco · e1 alfiere del nero · h1 re del bianco | g7 torre del bianco · h7 pedone del nero · c6 donna del nero · f6 re del nero · h6 pedone del bianco · e5 cavallo del nero · h5 pedone del bianco · b4 pedone del nero · d4 alfiere del bianco · f4 cavallo del bianco · f3 cavallo del nero · h3 alfiere del bianco · f2 cavallo del bianco · g2 donna del bianco · e1 alfiere del nero · h1 re del bianco | g7 torre del bianco · h7 pedone del nero · c6 donna del nero · f6 re del nero · h6 pedone del bianco · e5 cavallo del nero · h5 pedone del bianco · b4 pedone del nero · d4 alfiere del bianco · f4 cavallo del bianco · f3 cavallo del nero · h3 alfiere del bianco · f2 cavallo del bianco · g2 donna del bianco · e1 alfiere del nero · h1 re del bianco | 6 |
| 5 | g7 torre del bianco · h7 pedone del nero · c6 donna del nero · f6 re del nero · h6 pedone del bianco · e5 cavallo del nero · h5 pedone del bianco · b4 pedone del nero · d4 alfiere del bianco · f4 cavallo del bianco · f3 cavallo del nero · h3 alfiere del bianco · f2 cavallo del bianco · g2 donna del bianco · e1 alfiere del nero · h1 re del bianco | g7 torre del bianco · h7 pedone del nero · c6 donna del nero · f6 re del nero · h6 pedone del bianco · e5 cavallo del nero · h5 pedone del bianco · b4 pedone del nero · d4 alfiere del bianco · f4 cavallo del bianco · f3 cavallo del nero · h3 alfiere del bianco · f2 cavallo del bianco · g2 donna del bianco · e1 alfiere del nero · h1 re del bianco | g7 torre del bianco · h7 pedone del nero · c6 donna del nero · f6 re del nero · h6 pedone del bianco · e5 cavallo del nero · h5 pedone del bianco · b4 pedone del nero · d4 alfiere del bianco · f4 cavallo del bianco · f3 cavallo del nero · h3 alfiere del bianco · f2 cavallo del bianco · g2 donna del bianco · e1 alfiere del nero · h1 re del bianco | g7 torre del bianco · h7 pedone del nero · c6 donna del nero · f6 re del nero · h6 pedone del bianco · e5 cavallo del nero · h5 pedone del bianco · b4 pedone del nero · d4 alfiere del bianco · f4 cavallo del bianco · f3 cavallo del nero · h3 alfiere del bianco · f2 cavallo del bianco · g2 donna del bianco · e1 alfiere del nero · h1 re del bianco | g7 torre del bianco · h7 pedone del nero · c6 donna del nero · f6 re del nero · h6 pedone del bianco · e5 cavallo del nero · h5 pedone del bianco · b4 pedone del nero · d4 alfiere del bianco · f4 cavallo del bianco · f3 cavallo del nero · h3 alfiere del bianco · f2 cavallo del bianco · g2 donna del bianco · e1 alfiere del nero · h1 re del bianco | g7 torre del bianco · h7 pedone del nero · c6 donna del nero · f6 re del nero · h6 pedone del bianco · e5 cavallo del nero · h5 pedone del bianco · b4 pedone del nero · d4 alfiere del bianco · f4 cavallo del bianco · f3 cavallo del nero · h3 alfiere del bianco · f2 cavallo del bianco · g2 donna del bianco · e1 alfiere del nero · h1 re del bianco | g7 torre del bianco · h7 pedone del nero · c6 donna del nero · f6 re del nero · h6 pedone del bianco · e5 cavallo del nero · h5 pedone del bianco · b4 pedone del nero · d4 alfiere del bianco · f4 cavallo del bianco · f3 cavallo del nero · h3 alfiere del bianco · f2 cavallo del bianco · g2 donna del bianco · e1 alfiere del nero · h1 re del bianco | g7 torre del bianco · h7 pedone del nero · c6 donna del nero · f6 re del nero · h6 pedone del bianco · e5 cavallo del nero · h5 pedone del bianco · b4 pedone del nero · d4 alfiere del bianco · f4 cavallo del bianco · f3 cavallo del nero · h3 alfiere del bianco · f2 cavallo del bianco · g2 donna del bianco · e1 alfiere del nero · h1 re del bianco | 5 |
| 4 | g7 torre del bianco · h7 pedone del nero · c6 donna del nero · f6 re del nero · h6 pedone del bianco · e5 cavallo del nero · h5 pedone del bianco · b4 pedone del nero · d4 alfiere del bianco · f4 cavallo del bianco · f3 cavallo del nero · h3 alfiere del bianco · f2 cavallo del bianco · g2 donna del bianco · e1 alfiere del nero · h1 re del bianco | g7 torre del bianco · h7 pedone del nero · c6 donna del nero · f6 re del nero · h6 pedone del bianco · e5 cavallo del nero · h5 pedone del bianco · b4 pedone del nero · d4 alfiere del bianco · f4 cavallo del bianco · f3 cavallo del nero · h3 alfiere del bianco · f2 cavallo del bianco · g2 donna del bianco · e1 alfiere del nero · h1 re del bianco | g7 torre del bianco · h7 pedone del nero · c6 donna del nero · f6 re del nero · h6 pedone del bianco · e5 cavallo del nero · h5 pedone del bianco · b4 pedone del nero · d4 alfiere del bianco · f4 cavallo del bianco · f3 cavallo del nero · h3 alfiere del bianco · f2 cavallo del bianco · g2 donna del bianco · e1 alfiere del nero · h1 re del bianco | g7 torre del bianco · h7 pedone del nero · c6 donna del nero · f6 re del nero · h6 pedone del bianco · e5 cavallo del nero · h5 pedone del bianco · b4 pedone del nero · d4 alfiere del bianco · f4 cavallo del bianco · f3 cavallo del nero · h3 alfiere del bianco · f2 cavallo del bianco · g2 donna del bianco · e1 alfiere del nero · h1 re del bianco | g7 torre del bianco · h7 pedone del nero · c6 donna del nero · f6 re del nero · h6 pedone del bianco · e5 cavallo del nero · h5 pedone del bianco · b4 pedone del nero · d4 alfiere del bianco · f4 cavallo del bianco · f3 cavallo del nero · h3 alfiere del bianco · f2 cavallo del bianco · g2 donna del bianco · e1 alfiere del nero · h1 re del bianco | g7 torre del bianco · h7 pedone del nero · c6 donna del nero · f6 re del nero · h6 pedone del bianco · e5 cavallo del nero · h5 pedone del bianco · b4 pedone del nero · d4 alfiere del bianco · f4 cavallo del bianco · f3 cavallo del nero · h3 alfiere del bianco · f2 cavallo del bianco · g2 donna del bianco · e1 alfiere del nero · h1 re del bianco | g7 torre del bianco · h7 pedone del nero · c6 donna del nero · f6 re del nero · h6 pedone del bianco · e5 cavallo del nero · h5 pedone del bianco · b4 pedone del nero · d4 alfiere del bianco · f4 cavallo del bianco · f3 cavallo del nero · h3 alfiere del bianco · f2 cavallo del bianco · g2 donna del bianco · e1 alfiere del nero · h1 re del bianco | g7 torre del bianco · h7 pedone del nero · c6 donna del nero · f6 re del nero · h6 pedone del bianco · e5 cavallo del nero · h5 pedone del bianco · b4 pedone del nero · d4 alfiere del bianco · f4 cavallo del bianco · f3 cavallo del nero · h3 alfiere del bianco · f2 cavallo del bianco · g2 donna del bianco · e1 alfiere del nero · h1 re del bianco | 4 |
| 3 | g7 torre del bianco · h7 pedone del nero · c6 donna del nero · f6 re del nero · h6 pedone del bianco · e5 cavallo del nero · h5 pedone del bianco · b4 pedone del nero · d4 alfiere del bianco · f4 cavallo del bianco · f3 cavallo del nero · h3 alfiere del bianco · f2 cavallo del bianco · g2 donna del bianco · e1 alfiere del nero · h1 re del bianco | g7 torre del bianco · h7 pedone del nero · c6 donna del nero · f6 re del nero · h6 pedone del bianco · e5 cavallo del nero · h5 pedone del bianco · b4 pedone del nero · d4 alfiere del bianco · f4 cavallo del bianco · f3 cavallo del nero · h3 alfiere del bianco · f2 cavallo del bianco · g2 donna del bianco · e1 alfiere del nero · h1 re del bianco | g7 torre del bianco · h7 pedone del nero · c6 donna del nero · f6 re del nero · h6 pedone del bianco · e5 cavallo del nero · h5 pedone del bianco · b4 pedone del nero · d4 alfiere del bianco · f4 cavallo del bianco · f3 cavallo del nero · h3 alfiere del bianco · f2 cavallo del bianco · g2 donna del bianco · e1 alfiere del nero · h1 re del bianco | g7 torre del bianco · h7 pedone del nero · c6 donna del nero · f6 re del nero · h6 pedone del bianco · e5 cavallo del nero · h5 pedone del bianco · b4 pedone del nero · d4 alfiere del bianco · f4 cavallo del bianco · f3 cavallo del nero · h3 alfiere del bianco · f2 cavallo del bianco · g2 donna del bianco · e1 alfiere del nero · h1 re del bianco | g7 torre del bianco · h7 pedone del nero · c6 donna del nero · f6 re del nero · h6 pedone del bianco · e5 cavallo del nero · h5 pedone del bianco · b4 pedone del nero · d4 alfiere del bianco · f4 cavallo del bianco · f3 cavallo del nero · h3 alfiere del bianco · f2 cavallo del bianco · g2 donna del bianco · e1 alfiere del nero · h1 re del bianco | g7 torre del bianco · h7 pedone del nero · c6 donna del nero · f6 re del nero · h6 pedone del bianco · e5 cavallo del nero · h5 pedone del bianco · b4 pedone del nero · d4 alfiere del bianco · f4 cavallo del bianco · f3 cavallo del nero · h3 alfiere del bianco · f2 cavallo del bianco · g2 donna del bianco · e1 alfiere del nero · h1 re del bianco | g7 torre del bianco · h7 pedone del nero · c6 donna del nero · f6 re del nero · h6 pedone del bianco · e5 cavallo del nero · h5 pedone del bianco · b4 pedone del nero · d4 alfiere del bianco · f4 cavallo del bianco · f3 cavallo del nero · h3 alfiere del bianco · f2 cavallo del bianco · g2 donna del bianco · e1 alfiere del nero · h1 re del bianco | g7 torre del bianco · h7 pedone del nero · c6 donna del nero · f6 re del nero · h6 pedone del bianco · e5 cavallo del nero · h5 pedone del bianco · b4 pedone del nero · d4 alfiere del bianco · f4 cavallo del bianco · f3 cavallo del nero · h3 alfiere del bianco · f2 cavallo del bianco · g2 donna del bianco · e1 alfiere del nero · h1 re del bianco | 3 |
| 2 | g7 torre del bianco · h7 pedone del nero · c6 donna del nero · f6 re del nero · h6 pedone del bianco · e5 cavallo del nero · h5 pedone del bianco · b4 pedone del nero · d4 alfiere del bianco · f4 cavallo del bianco · f3 cavallo del nero · h3 alfiere del bianco · f2 cavallo del bianco · g2 donna del bianco · e1 alfiere del nero · h1 re del bianco | g7 torre del bianco · h7 pedone del nero · c6 donna del nero · f6 re del nero · h6 pedone del bianco · e5 cavallo del nero · h5 pedone del bianco · b4 pedone del nero · d4 alfiere del bianco · f4 cavallo del bianco · f3 cavallo del nero · h3 alfiere del bianco · f2 cavallo del bianco · g2 donna del bianco · e1 alfiere del nero · h1 re del bianco | g7 torre del bianco · h7 pedone del nero · c6 donna del nero · f6 re del nero · h6 pedone del bianco · e5 cavallo del nero · h5 pedone del bianco · b4 pedone del nero · d4 alfiere del bianco · f4 cavallo del bianco · f3 cavallo del nero · h3 alfiere del bianco · f2 cavallo del bianco · g2 donna del bianco · e1 alfiere del nero · h1 re del bianco | g7 torre del bianco · h7 pedone del nero · c6 donna del nero · f6 re del nero · h6 pedone del bianco · e5 cavallo del nero · h5 pedone del bianco · b4 pedone del nero · d4 alfiere del bianco · f4 cavallo del bianco · f3 cavallo del nero · h3 alfiere del bianco · f2 cavallo del bianco · g2 donna del bianco · e1 alfiere del nero · h1 re del bianco | g7 torre del bianco · h7 pedone del nero · c6 donna del nero · f6 re del nero · h6 pedone del bianco · e5 cavallo del nero · h5 pedone del bianco · b4 pedone del nero · d4 alfiere del bianco · f4 cavallo del bianco · f3 cavallo del nero · h3 alfiere del bianco · f2 cavallo del bianco · g2 donna del bianco · e1 alfiere del nero · h1 re del bianco | g7 torre del bianco · h7 pedone del nero · c6 donna del nero · f6 re del nero · h6 pedone del bianco · e5 cavallo del nero · h5 pedone del bianco · b4 pedone del nero · d4 alfiere del bianco · f4 cavallo del bianco · f3 cavallo del nero · h3 alfiere del bianco · f2 cavallo del bianco · g2 donna del bianco · e1 alfiere del nero · h1 re del bianco | g7 torre del bianco · h7 pedone del nero · c6 donna del nero · f6 re del nero · h6 pedone del bianco · e5 cavallo del nero · h5 pedone del bianco · b4 pedone del nero · d4 alfiere del bianco · f4 cavallo del bianco · f3 cavallo del nero · h3 alfiere del bianco · f2 cavallo del bianco · g2 donna del bianco · e1 alfiere del nero · h1 re del bianco | g7 torre del bianco · h7 pedone del nero · c6 donna del nero · f6 re del nero · h6 pedone del bianco · e5 cavallo del nero · h5 pedone del bianco · b4 pedone del nero · d4 alfiere del bianco · f4 cavallo del bianco · f3 cavallo del nero · h3 alfiere del bianco · f2 cavallo del bianco · g2 donna del bianco · e1 alfiere del nero · h1 re del bianco | 2 |
| 1 | g7 torre del bianco · h7 pedone del nero · c6 donna del nero · f6 re del nero · h6 pedone del bianco · e5 cavallo del nero · h5 pedone del bianco · b4 pedone del nero · d4 alfiere del bianco · f4 cavallo del bianco · f3 cavallo del nero · h3 alfiere del bianco · f2 cavallo del bianco · g2 donna del bianco · e1 alfiere del nero · h1 re del bianco | g7 torre del bianco · h7 pedone del nero · c6 donna del nero · f6 re del nero · h6 pedone del bianco · e5 cavallo del nero · h5 pedone del bianco · b4 pedone del nero · d4 alfiere del bianco · f4 cavallo del bianco · f3 cavallo del nero · h3 alfiere del bianco · f2 cavallo del bianco · g2 donna del bianco · e1 alfiere del nero · h1 re del bianco | g7 torre del bianco · h7 pedone del nero · c6 donna del nero · f6 re del nero · h6 pedone del bianco · e5 cavallo del nero · h5 pedone del bianco · b4 pedone del nero · d4 alfiere del bianco · f4 cavallo del bianco · f3 cavallo del nero · h3 alfiere del bianco · f2 cavallo del bianco · g2 donna del bianco · e1 alfiere del nero · h1 re del bianco | g7 torre del bianco · h7 pedone del nero · c6 donna del nero · f6 re del nero · h6 pedone del bianco · e5 cavallo del nero · h5 pedone del bianco · b4 pedone del nero · d4 alfiere del bianco · f4 cavallo del bianco · f3 cavallo del nero · h3 alfiere del bianco · f2 cavallo del bianco · g2 donna del bianco · e1 alfiere del nero · h1 re del bianco | g7 torre del bianco · h7 pedone del nero · c6 donna del nero · f6 re del nero · h6 pedone del bianco · e5 cavallo del nero · h5 pedone del bianco · b4 pedone del nero · d4 alfiere del bianco · f4 cavallo del bianco · f3 cavallo del nero · h3 alfiere del bianco · f2 cavallo del bianco · g2 donna del bianco · e1 alfiere del nero · h1 re del bianco | g7 torre del bianco · h7 pedone del nero · c6 donna del nero · f6 re del nero · h6 pedone del bianco · e5 cavallo del nero · h5 pedone del bianco · b4 pedone del nero · d4 alfiere del bianco · f4 cavallo del bianco · f3 cavallo del nero · h3 alfiere del bianco · f2 cavallo del bianco · g2 donna del bianco · e1 alfiere del nero · h1 re del bianco | g7 torre del bianco · h7 pedone del nero · c6 donna del nero · f6 re del nero · h6 pedone del bianco · e5 cavallo del nero · h5 pedone del bianco · b4 pedone del nero · d4 alfiere del bianco · f4 cavallo del bianco · f3 cavallo del nero · h3 alfiere del bianco · f2 cavallo del bianco · g2 donna del bianco · e1 alfiere del nero · h1 re del bianco | g7 torre del bianco · h7 pedone del nero · c6 donna del nero · f6 re del nero · h6 pedone del bianco · e5 cavallo del nero · h5 pedone del bianco · b4 pedone del nero · d4 alfiere del bianco · f4 cavallo del bianco · f3 cavallo del nero · h3 alfiere del bianco · f2 cavallo del bianco · g2 donna del bianco · e1 alfiere del nero · h1 re del bianco | 1 |
|   | a | b | c | d | e | f | g | h |   |

Soluzione:
1. Df1!   (min. 2. Da6!  Dxa6  3. Cd5#)
A tutti i sei scacchi di scoperta

(1. ...Cd2+/ Ch2+/ Cxd4+, ecc.)

il Bianco risponde con  2. Cd5+